# Baptisterium der Arianer

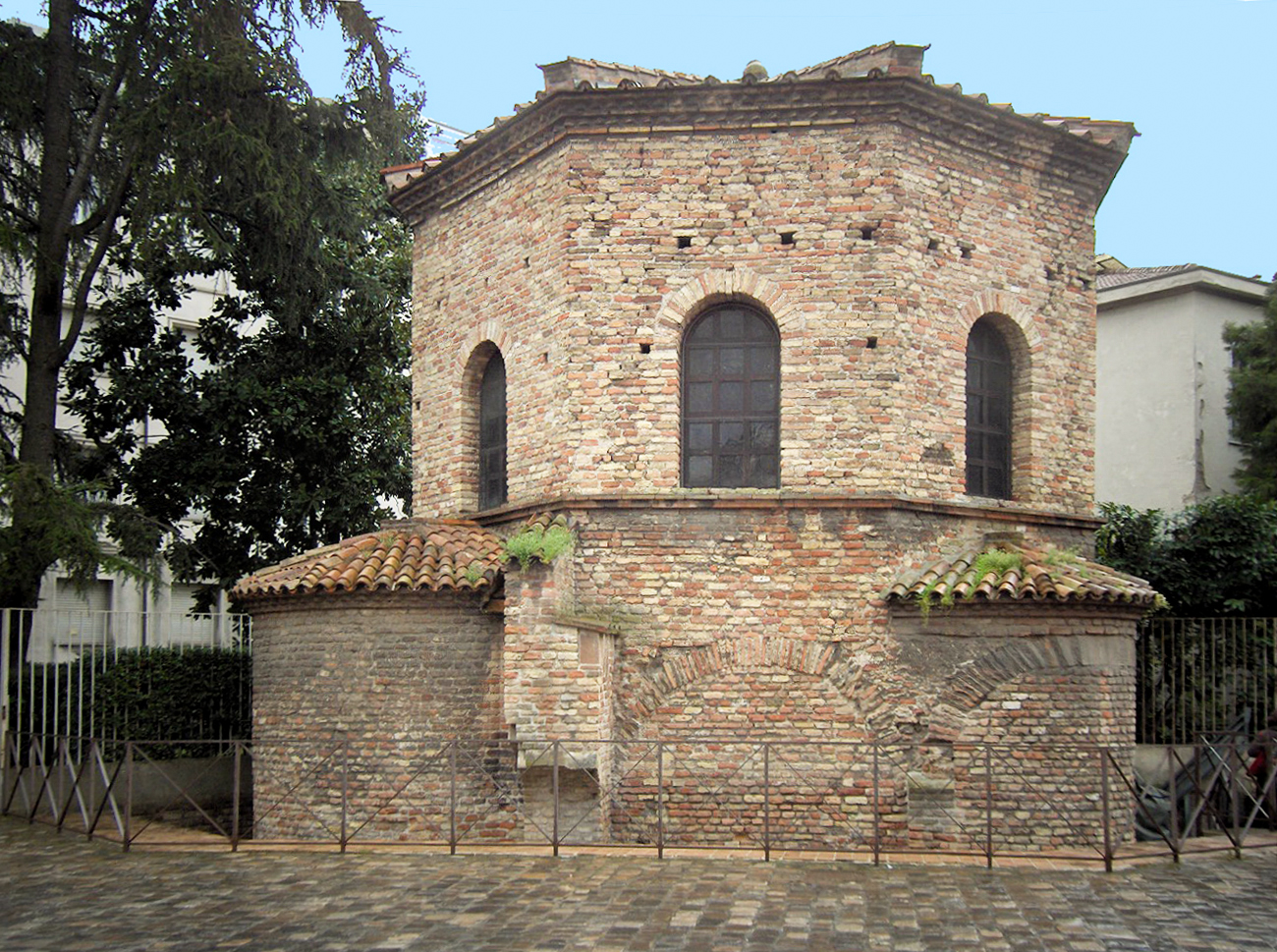
Arianische Taufkapelle

Das Baptisterium der Arianer (Taufkapelle der Arianer) ist ein spätantikes kirchliches Bauwerk in Ravenna, Italien. Es wurde gegen Ende des 5. Jahrhunderts errichtet, als Theoderich der Große in seiner Herrschaft bestärkt und das Christentum in der arianischen oder richtiger in der homöischen Prägung offizielle Hofreligion wurde. Im Vergleich zum Baptisterium der Kathedrale (auch Neonisches Baptisterium) ist es einfacher und weniger gut erhalten. 
Wie andere spätantike Bauwerke Ravennas ist das Baptisterium vor allem wegen der Deckenmosaike in seinem Innern berühmt. Zusammen mit anderen frühen Kirchenbauten der Stadt gehört das Baptisterium der Arianer zum UNESCO-Welterbe.
In der zweiten Hälfte des 6. Jahrhunderts wurde die Taufkapelle von der Römisch-katholischen Kirche in das Oratorium der S. Maria in Cosmedin umgewandelt.

## Außenbereich
Das achteckige Gebäude mit vier Apsiden liegt heute wegen des in Ravenna seit der Antike sehr stark ansteigenden Bodenniveaus ca. 2,25 m unter diesem. 

## Innenraum

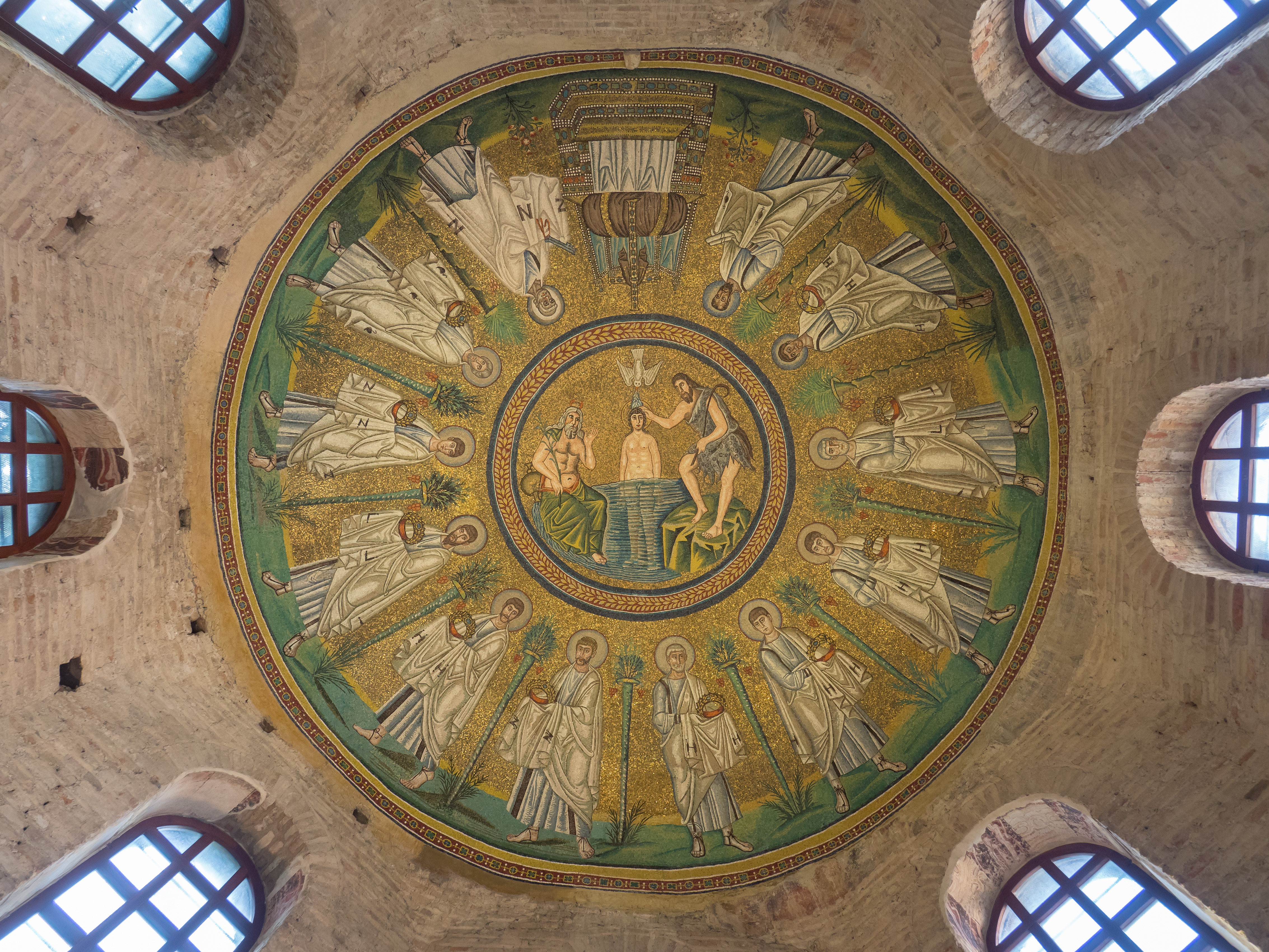
Deckenmosaik

Im Inneren blieb nur die Mosaikdekoration der Kuppel erhalten. Diese ähnelt sehr stark der des Baptisteriums der Kathedrale Ravennas, die wohl als direktes Vorbild diente. Im zentralen Medaillon wird die Taufe Christi im Jordan dargestellt. Der Heiland, vollkommen nackt, wird vom Heiligen Geist in Form einer Taube getauft, gleichzeitig gießt ihm Johannes der Täufer Wasser über das Haupt; die dritte Figur, ein grünes Sumpfrohr haltend, symbolisiert den Fluss Jordan. Da selbst die Genitalien Jesu (ungewöhnlich in der byzantinischen Kunst) erkennbar sind, wird die Darstellung, gemäß älterer Literatur, zuweilen als vom arianischen Christentum beeinflusst gesehen. Ob die homöische Theologie tatsächlich Auswirkungen auf die Ikonographie der Taufszene hatte, lässt sich allerdings wegen mangelnder Vergleichsbeispiele nicht nachweisen, eine theologische Fundierung dafür gibt es jedenfalls im homöischen Christentum nicht. Tatsächlich sind auch auf dem Kuppelmosaik der orthodoxen Taufkapelle Ravennas Jesu Genitalien, wenn auch nicht so gut, zu erkennen. Eine andere, vermutlich die wahrscheinlichere, Ursache dieser Darstellungsform ist die pagane Tradition, die im ausklingenden 5. Jahrhundert durchaus noch spürbar war. In der griechischen und römischen Kunst sind Darstellungen männlicher Nacktheit, besonders im sakralen Bereich, freilich nichts Ungewöhnliches. 
Die Apostel sind auf dem Kuppelmosaik vollzählig dargestellt, werden durch stilisierte Palmen untereinander getrennt, tragen weiße Gewänder und um das Haupt einen Heiligenschein. Zwischen dem die Himmelsschlüssel tragenden Hl. Petrus und dem eine Schriftrolle haltenden Hl. Paulus ist eine Hetoimasia dargestellt: ein großes Kreuz mit Thron, das Christus den ersten Platz einräumt.

## Besichtigung
Bis November 2016 war das Baptisterium der Arianer als einziges Weltkulturerbedenkmal in Ravenna ohne Eintrittsgebühr zu besichtigen. Zurzeit wird eine Eintrittsgebühr in Höhe von € 2 erhoben.

## Fotos

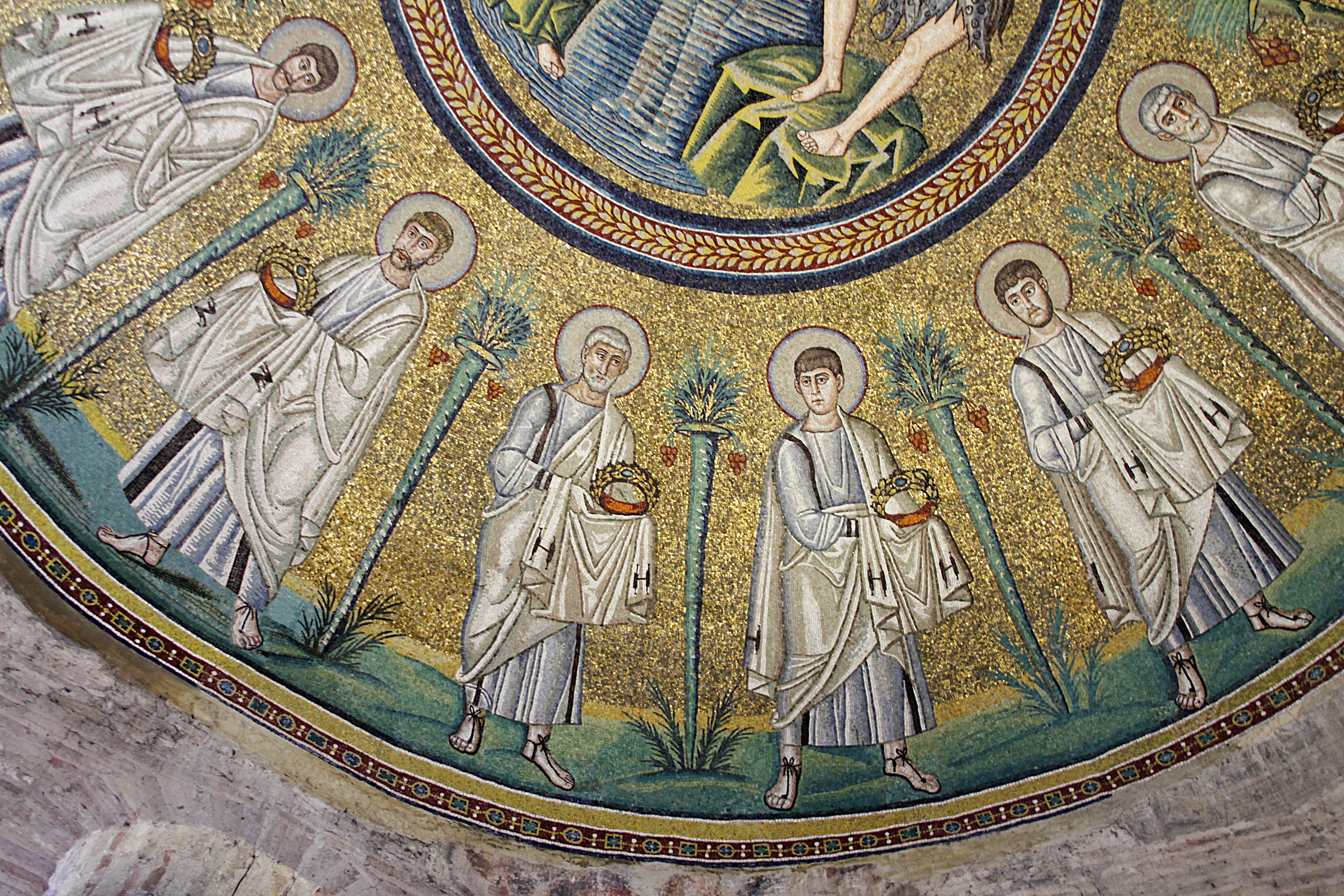
Prozession der Apostel (Kuppel)
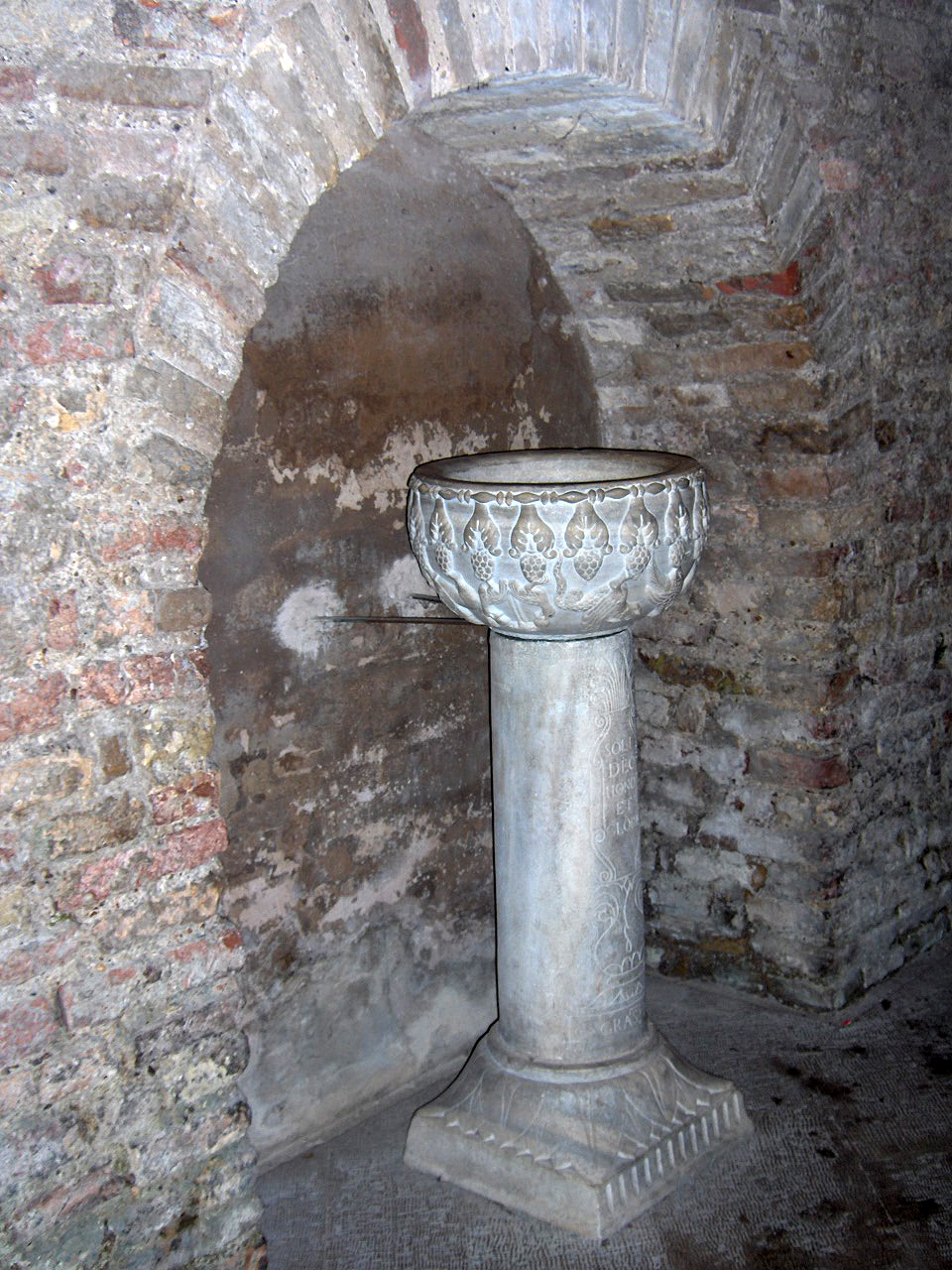
Taufbecken